# 코에어족
코에어족(영어: Khoe languages)은 반투계가 아닌 남아프리카의 토착어 중 가장 큰 어족이다. 코에어족은 한때 코이산어족의 한 어파로 여겨졌으며, 그러한 분류 체계 내에서는 중앙코이산어파라고 불렸다. 이제는 코이산 제어가 단일 어족을 이룬다는 견해가 부정되었으나, 편의상 '코이산'이라는 명칭을 유지하고 있다.
화자 수가 가장 많고 유일하게 잘 알려진 코에어족 언어는 나미비아의 코에코에어(나마어/다마라어)이다. 코에어족의 나머지 언어들은 대개 보츠와나의 칼라하리 사막에 분포한다. 코에어족 내의 유사성은 코에코에어와 보츠와나의 언어들 간에 상당한 수준의 의사소통이 가능할 정도로 크다.
코에어족은 유럽인 식민지 개척자들이 처음으로 조우한 코이산어이며, 흡착음이 있는 것으로 유명하지만 다른 코이산 제어의 어족들보다는 소규모로 사용한다. 코에어족은 크게 나미비아와 남아프리카공화국의 '코에코에어파'와, 보츠와나와 짐바브웨의 '추크웨어파'로 나뉜다. 나마어를 제외하면 코에어족 언어들은 츠와나어와 같은 국어나 지역어의 압력을 받고 있다.

## 역사
톰 귈데만은 코에콰디조어를 사용하는 농경목축인 집단이 약 2천 년 전에 북동쪽에서 (즉 오늘날 산다웨어가 사용되는 방향으로부터) 보츠와나에 진입했으며, 칼라하리 지역에서 아직 농경이 가능했을 시기에, 세력을 확장하는 반투인들로부터 농경을 받아들였으리라고 본다. 콰디인(과 아마도 다마라인)의 조상은 서쪽으로 계속 이주한 반면, 칼라하리 지역에 정착한 이들은 주어파 언어 화자들을 흡수했을 것이다. 이로 인해 코에어족에는 주어의 영향이 남게 된 것이다. 이와 같은 이주민들은 북동부 칼라하리인(언어적으로는 동추크웨어군 화자)의 조상이 되었으며, 남서쪽에서는 이웃한 주어 (아마도 더 일반적으로는 카어족) 화자들이 코에어족 화자로 전환되면서 서추크웨어군의 조상이 되었다.
이후 칼라하리 지역이 사막화되면서 칼라하리인들은 수렵채집 경제를 채택했고, 반투 농경민이 남하했음에도 흡수되지 않는 결과를 낳았다.
남서쪽으로 이주를 계속한 코에어족 화자들은 목축을 유지했으며 코에코에인이 되었다. 이들은 투어족 화자들과 대규모로 혼합되면서 그들 언어의 특징을 흡수했다. 이로 인해 코에코에어파 언어들에는 투어족 및 카어족 기층이 남게 되었다. 나마인은 16세기 이후로 나미비아로 영역을 확장하고 다마라인이나 하이뜰롬인과 같은 예속 민족들을 흡수했으며, 이는 대략 유럽인과의 조우 및 식민지화의 시기와 맞물린다.

## 분류
코에어족과 계통적으로 가장 가까운 언어는 앙골라의 사어인 콰디어일 수 있다. 이 둘을 묶는 어족을 코에콰디어족이라고 하며, 대명사와 일부 기초 어휘가 재구된 바 있다. 그러나 콰디어 기록이 부족하므로 공통된 단어 중 어느 것이 동근이고 어느 것이 차용일지 구분하기는 힘들다. 그 다음으로 가까운 언어는 고립어인 산다웨어일 수 있는데, 산다웨어의 대명사 체계는 코에콰디어족과 매우 유사하지만, 규칙적인 소리 대응 면에서는 상관관계가 충분히 알려져 있지 않다. 그럼에도 예컨대 코에어족에는 있지만 산다웨어에는 없는 후설모음 제약 등을 고려하면, 둘 간의 계통적 관계는 어느 정도 예측력을 갖는다.
코에어족에는 10~20여 개의 언어가 속하지만, 그 중에는 방언군이 많으므로 어떤 것을 서로 다른 언어로 분류할 것인지는 어느 정도 주관적이다. 각 방언군을 하나로 묶는 경우 코에어족에는 아홉 개 언어가 속하게 된다.
| 북코에코에어군 | \| \| 코에코에어 \| \| \| \| \| \| 에이니어† \| \| \| \| |
|                | \| \| 코에코에어 \| \| \| \| \| \| 에이니어† \| \| \| \| |
| 남코에코에어군 | 코에마나어 (코라나어, 그리콰어)                          |
|                | 코에마나어 (코라나어, 그리콰어)                          |
|                | 코에코에어                                               |
|                |                                                          |
|                | 에이니어†                                                |
|                |                                                          |

|  | 코에코에어 |
|  |            |
|  | 에이니어†  |
|  |            |

|  | 슈아어   |
|  |          |
|  | 초아어   |
|  |          |
|  | ? 찌하어 |
|  |          |

|  | 코에어                      |
|  |                             |
|  | 나로어                      |
|  |                             |
|  | ? 탸바어 (나로어와 가까움?) |
|  |                             |
|  | 들라나어                    |
|  |                             |

|  | 슈아어   |
|  |          |
|  | 초아어   |
|  |          |
|  | ? 찌하어 |
|  |          |

|  | 코에어                      |
|  |                             |
|  | 나로어                      |
|  |                             |
|  | ? 탸바어 (나로어와 가까움?) |
|  |                             |
|  | 들라나어                    |
|  |                             |

| 북코에코에어군 | \| \| 코에코에어 \| \| \| \| \| \| 에이니어† \| \| \| \| |
|                | \| \| 코에코에어 \| \| \| \| \| \| 에이니어† \| \| \| \| |
| 남코에코에어군 | 코에마나어 (코라나어, 그리콰어)                          |
|                | 코에마나어 (코라나어, 그리콰어)                          |
|                | 코에코에어                                               |
|                |                                                          |
|                | 에이니어†                                                |
|                |                                                          |

|  | 코에코에어 |
|  |            |
|  | 에이니어†  |
|  |            |

|  | 슈아어   |
|  |          |
|  | 초아어   |
|  |          |
|  | ? 찌하어 |
|  |          |

|  | 코에어                      |
|  |                             |
|  | 나로어                      |
|  |                             |
|  | ? 탸바어 (나로어와 가까움?) |
|  |                             |
|  | 들라나어                    |
|  |                             |

|  | 슈아어   |
|  |          |
|  | 초아어   |
|  |          |
|  | ? 찌하어 |
|  |          |

|  | 코에어                      |
|  |                             |
|  | 나로어                      |
|  |                             |
|  | ? 탸바어 (나로어와 가까움?) |
|  |                             |
|  | 들라나어                    |
|  |                             |

| 북코에코에어군 | \| \| 코에코에어 \| \| \| \| \| \| 에이니어† \| \| \| \| |
|                | \| \| 코에코에어 \| \| \| \| \| \| 에이니어† \| \| \| \| |
| 남코에코에어군 | 코에마나어 (코라나어, 그리콰어)                          |
|                | 코에마나어 (코라나어, 그리콰어)                          |
|                | 코에코에어                                               |
|                |                                                          |
|                | 에이니어†                                                |
|                |                                                          |

|  | 코에코에어 |
|  |            |
|  | 에이니어†  |
|  |            |

|  | 슈아어   |
|  |          |
|  | 초아어   |
|  |          |
|  | ? 찌하어 |
|  |          |

|  | 코에어                      |
|  |                             |
|  | 나로어                      |
|  |                             |
|  | ? 탸바어 (나로어와 가까움?) |
|  |                             |
|  | 들라나어                    |
|  |                             |

|  | 슈아어   |
|  |          |
|  | 초아어   |
|  |          |
|  | ? 찌하어 |
|  |          |

|  | 코에어                      |
|  |                             |
|  | 나로어                      |
|  |                             |
|  | ? 탸바어 (나로어와 가까움?) |
|  |                             |
|  | 들라나어                    |
|  |                             |

| 북코에코에어군 | \| \| 코에코에어 \| \| \| \| \| \| 에이니어† \| \| \| \| |
|                | \| \| 코에코에어 \| \| \| \| \| \| 에이니어† \| \| \| \| |
| 남코에코에어군 | 코에마나어 (코라나어, 그리콰어)                          |
|                | 코에마나어 (코라나어, 그리콰어)                          |
|                | 코에코에어                                               |
|                |                                                          |
|                | 에이니어†                                                |
|                |                                                          |

|  | 코에코에어 |
|  |            |
|  | 에이니어†  |
|  |            |

|  | 슈아어   |
|  |          |
|  | 초아어   |
|  |          |
|  | ? 찌하어 |
|  |          |

|  | 코에어                      |
|  |                             |
|  | 나로어                      |
|  |                             |
|  | ? 탸바어 (나로어와 가까움?) |
|  |                             |
|  | 들라나어                    |
|  |                             |

|  | 슈아어   |
|  |          |
|  | 초아어   |
|  |          |
|  | ? 찌하어 |
|  |          |

|  | 코에어                      |
|  |                             |
|  | 나로어                      |
|  |                             |
|  | ? 탸바어 (나로어와 가까움?) |
|  |                             |
|  | 들라나어                    |
|  |                             |

- 나마어(민족명은 코에코에, 나마, 다마라)는 땨코에 및 하이뜰롬 방언을 포함하는 방언군이다.
- 히리어는 (아프리칸스어 표기법으로) 그리콰어 또는 케이프 호텐토트어로도 알려진 방언군이다.
- 슈아어는 슈와, 데티, 찌하, 차이세, 가나디 방언을 포함하는 방언군이다.
- 초아어는 치레치레 및 쿠아 방언을 포함하는 방언군이다.
- 코에어는 뜰라니어와 부가 방언을 포함하는 방언군이다.
- 나로어는 방언군이다.
- 들라나어는 즈위어를 포함하는 방언군으로, 탸바어는 여기에 포함되기도 하나 나로어에 더 가까울 수 있다.
- 찌하어는 슈아어에 더 가까운지 코에어에 더 가까운지 아직 확실하지 않다.

추크웨어파, 특히 동부 언어군에는 수많은 이름이 붙어 있다. 이러한 이름들은 언어학적으로 식별 가능한 자료 없이 지명, 씨족명, 토템 이름을 따온 것일 수 있다. 예를 들어 "마사시어", "바자어", "디디어", "지키어" 등이 있다. 현재로서는 인류학 문헌에서 언급되는 이름들에 어느 언어들이 대응되는지 확언할 수는 없으나, 대다수는 슈아어나 초아어로 밝혀질 가능성이 크다.
동칼라하리어군에서는 대부분 치경 흡착음과 경구개 흡착음이 사라졌거나 사라지는 중이다. 예컨대 쿠아어의 북부 방언은 경구개음을 상실했지만, 남부 방언에는 남아 있다. 찌하어에서는 변화로 인해 경구개 흡착음과 경구개 파열음을 갖는 쌍형어가 출현했다.

## 더 읽어보기
- Baucom, Kenneth L. 1974. Proto-Central-Khoisan. In Voeltz, Erhard Friedrich Karl (ed.), Proceedings of the 3rd annual conference on African linguistics, 7-8 April 1972, 3-37. Bloomington: Research Institute for Inner Asian Studies, Indiana University.